# Сражение при Куртатоне
Сражение при Куртатоне (ит. Battaglia di Curtatone e Montanara) — одно из сражений Первой войны за объединение Италии, произошедшее 29 мая 1848 года. Австрийские войска Йозефа Радецкого, выйдя из Мантуи, попытались обойти итальянскую армию с фланга, но встретили упорное сопротивление.
После медленного продвижения в Ломбардию пьемонтская армия Карла Альберта была остановлена австрийцами генерала Йозефа Радецкого перед Вероной 6 мая 1848 года в сражении при Санта-Лючия. После этого столкновения был почти месяц застоя. Со стороны Пьемонта единственной реальной операцией была осада крепости Пескьера, которая оставалась изолированной от основной массы австрийской армии.
Стремясь освободить Пескьеру от осады и захватить в ловушку добрую часть пьемонтской армии на Минчо, тем самым положив конец войне, Радецкий решил обойти с фланга, со стороны Мантуи, сардинские войска. Покинув стены Вероны вечером 27 мая 1848 года, австрийская армия (43 пехотных батальона, 54 кавалерийских эскадрона и 151 пушка) двинулась к Мантуе. В течение ночи три колонны Радецкого завершили движение и вошли в город, откуда приготовились атаковать тосканские и неаполитанские позиции, союзников сардинцев, в направлении двух деревень — Куртатоне и Монтанара. Акция была назначена на следующий день.
Утром 29 мая началось наступление вышедших из Мантуи австрийских войск тремя колоннами. Всего, таким образом, 19 пехотных батальонов, два с половиной эскадрона кавалерии и 52 артиллерийских орудия: не менее 20 000 австрийцев против 5 400 тосканцев и неаполитанцев, имевших 9 пушки. Две деревни, в которых итальянцы решили сопротивляться, Куртатоне и Монтанара, были недостаточно защищены. Не была подготовлена и соединительная линия (два с половиной километра), разделявших две деревни.
Основная атака австрийцев была начата у Куртатоне около 10.30 силами бригады полковника Бенедека. Это был лобовой штурм, без артиллерийской поддержки, который не увенчался успехом. Только после 13 часов 12 австрийских орудий были готовы к бою. Им противостояли 3 тосканские пушки, одна из которых сразу же вышла из строя. После завершения артиллерийского обстрела австрийская атака возобновилась и снова была отбита. Затем последовала новая канонада и третья австрийская атака с обходным маневром.
В Монтанаре в середине дня передовая итальянская линия отошла, сосредоточив оборону на домах деревни, которые были укреплены, насколько это было возможно. После 14 часов австрийская атака возобновилась у Куртатоне: остановившись в центре, она развивалась по флангам. Опасаясь полного обхода с фланга, после 16 часов, когда бой длился уже шесть часов, генерал де Ложье приказал своим войскам отойти.
Всем защитникам Куртатоне удалось около 17 часов укрыться в Вергине-делле-Грацие, откуда они направились в сторону Гойто, прибыв туда ночью. Защитникам Монтанаре путь преградила австрийская кавалерия, и они были вынуждены пробиваться по дороге в Кастеллуккьо и добираться до Маркарии, дойдя туда только с половиной людей.
Итальянцы потерпели поражение, но их упорное сопротивление позволило пьемонтской армии избежать обхода с фланга, а затем победить австрийцев в последующей битве при Гойто.